# Dysdera fedtschenkoi
Dysdera fedtschenkoi là một loài nhện trong họ Dysderidae.
Loài này thuộc chi Dysdera. Dysdera fedtschenkoi được miêu tả năm 1992 bởi Dunin.